# Уайт, Этель Лина
Этель Лина Уайт (англ. Ethel Lina White; 2 апреля 1876, Абергавенни, Уэльс, Соединённое королевство Великобритании и Ирландии — 13 августа 1944, Лондон, Англия, Великобритания) — британская писательница, поэтесса, автор психологических детективов, чьи произведения неоднократно экранизировались — в частности, Альфредом Хичкоком.

## Биография
Родилась в Уэльсе.
Ещё в детстве Этель начала писать эссе и стихи для «детских» изданий. Позже начала писать и рассказы.
Повзрослев, работала в министерстве, но в конечном счёте ушла с этой работы, чтобы заняться исключительно писательским творчеством. Самые известные свои романы написала уже в зрелом возрасте.
В 30-е и 40-е годы была одной из наиболее известных англоязычных детективных писательниц.
Такие её произведения, как «Колесо крутится» («The Wheel Spins») и «Кто-то должен поберечься» («Some Must Watch») были экранизированы, первое — под названием «Леди исчезает», вторая экранизация получила название «Винтовая лестница». Позднее были сняты ремейки обеих картин.
Скончалась в 1944 году в возрасте 68 лет.

## Экранизации
- «Леди исчезает» (1938, 1979, 2013);
- «Невидимое» (1945;
- «Винтовая лестница» (1946).